# Gilbertiodendron
Gilbertiodendron es un género de plantas fanerógamas de la familia Fabaceae. Es originario de África.

## Especies
A continuación se brinda un listado de las especies del género Gilbertiodendron aceptadas hasta mayo de 2011, ordenadas alfabéticamente. Para cada una se indica el nombre binomial seguido del autor, abreviado según las convenciones y usos.
- Gilbertiodendron aylmeri (Hutch. & Dalziel) J.Leonard
- Gilbertiodendron barbulatum (Pellegr.) J.Leonard
- Gilbertiodendron bilineatum (Hutch. & Dalziel) J.Leonard
- Gilbertiodendron brachystegioides (Harms) J.Leonard
- Gilbertiodendron breynii Bamps
- Gilbertiodendron demonstrans (Baill.) J.Leonard
- Gilbertiodendron dewevrei (De Wild.) J.Leonard
- Gilbertiodendron dinklagei (Harms) J. Léonard
- Gilbertiodendron grandiflorum (De Wild.) J.Leonard
- Gilbertiodendron grandistipulatum (De Wild.) J.Leonard
- Gilbertiodendron imenoense (Pellegr.) J.Leonard
- Gilbertiodendron ivorense (A.Chev.) J.Leonard
- Gilbertiodendron klainei (Pellegr.) J.Leonard
- Gilbertiodendron limba (Scott-Elliot) J.Leonard
- Gilbertiodendron limosum (Pellegr.) J.Leonard
- Gilbertiodendron mayombense (Pellegr.) J.Leonard
- Gilbertiodendron ngounyense (Pellegr.) J.Leonard
- Gilbertiodendron obliquum (Stapf) J.Leonard
- Gilbertiodendron ogoouense (Pellegr.) J.Leonard
- Gilbertiodendron pachyanthum (Harms) J.Leonard
- Gilbertiodendron preussii (Harms) J.Leonard
- Gilbertiodendron quadrifolium (Harms) J.Leonard
- Gilbertiodendron splendidum (Hutch. & Dalziel) J.Leonard
- Gilbertiodendron stipulaceum (Benth.) Leonard
- Gilbertiodendron straussianum (Harms) J.Leonard
- Gilbertiodendron taiense Aubrev.
- Gilbertiodendron unijugum (Pellegr.) J.Leonar
- Gilbertiodendron zenkeri (Harms) J.Leonard

## Otras
- Gilbertiodendron maximun[3]